# Paola Bernardi
Paola Bernardi (Vicenza, 21 maggio 1930 – Roma, 11 dicembre 1999) è stata una musicologa, clavicembalista, concertista e insegnante di clavicembalo italiana.

## Biografia
Nata a Vicenza nel 1930, studia pianoforte con Carlo Vidusso e, sotto la sua guida, consegue giovanissima il diploma di pianoforte presso il Conservatorio di Milano, con il massimo dei voti. Nell'anno accademico 1952-1953 frequenta il corso di musica d'insieme di Guido Agosti presso l'Accademia nazionale di Santa Cecilia. Il 28 giugno 1957 consegue presso il Conservatorio di Roma il diploma di musica corale e direzione di coro.
Nel 1960 è, per la prima volta, membro di commissione di esami di abilitazione e cattedra negli Istituti Magistrali. Studia clavicembalo con Ferruccio Vignanelli e, sotto la sua guida, si diploma nello strumento presso il Conservatorio di Roma. Lo stesso anno inizia l'attività concertistica come clavicembalista nel complesso "I Solisti di Roma", di cui fa parte fino al 1991. Dal 1963 è docente nei corsi di aggiornamento per gli insegnanti di Educazione Musicale e, nello stesso anno, inizia la collaborazione di Paola Bernardi alla Radio Televisione Italiana con conversazioni, dibattiti e tavole rotonde su problemi di educazione musicale e di didattica della musica.
Docente di clavicembalo e didattica della musica presso il Conservatorio di Bologna, docente di clavicembalo anche al Conservatorio dell'Aquila, fonda l'Associazione Clavicembalistica Bolognese (ACB). Nel 1972 fonda insieme a Massimo Coen, Carlo Marinelli e Antonello Neri il Gruppo di Ricerca e Sperimentazione Musicale (GRSM). Nel 1980 è trasferita di ruolo nel Conservatorio di Santa Cecilia di Roma, dove insegna clavicembalo fino al 1997, anno del collocamento a riposo per raggiunti limiti di età. Il 2 febbraio 1984 fonda a Roma insieme a Egisto Macchi, Carlo Marinelli ed Ennio Morricone l'Istituto di Ricerca per il Teatro Musicale (IRTEM), di cui è membro del Comitato dei Garanti fino alla scomparsa nel 1999.

## Archivio
Il Fondo Paola Bernardi, conservato presso l'Istituto di ricerca per il teatro musicale - IRTEM di Roma, contiene documentazione dal 1950 al 1990.